# Gudermes
Gudermes (russisch Гудерме́с; tschetschenisch Гуьмсе Gümse) ist eine Stadt mit 45.631 Einwohnern (Stand 14. Oktober 2010) in der Teilrepublik Tschetschenien im Süden Russlands. Sie liegt am Fluss Güms (russisch Gums, auch Belka), einem rechten Nebenfluss der Sunscha, etwa 36 km östlich der Republikhauptstadt Grosny.

## Geschichte
Der Ortsname stammt von einem alternativen Namen des Flusses Güms ab. Möglicherweise ist Gudermes den Turksprachen entnommen und bedeutet so viel wie „unbrennbarer Ort“. Die erste Erwähnung des Dorfes unter diesem Namen stammt aus Urkunden des 19. Jahrhunderts.
Am 14. Januar 1929 wurde bei diesem Dorf eine „Arbeitersiedlung“ anerkannt, die am 5. April 1941 zur Stadt erhoben wurde. Die ländliche Gemeinde, die seit 1930 Sitz einer Rajon-Verwaltung war, war infolge der Industrialisierung der Sowjetunion zu einem Eisenbahn-Knotenpunkt auf den Strecken nach Rostow am Don, Baku, Astrachan und Mosdok geworden. Im Ersten Tschetschenienkrieg in den 1990er Jahren wurde die Stadt fast völlig zerstört. Heute ist Gudermes außerdem Verwaltungszentrum des gleichnamigen Rajons. Ein wichtiger Industriezweig in Gudermes ist die Erdölförderung.

### Bevölkerungsentwicklung
| Jahr | Einwohner | Bemerkung                                     |
| ---- | --------- | --------------------------------------------- |
| 1939 | 10.737    | sowie Dorf Gudermes 4.926 (1941 eingemeindet) |
| 1959 | 18.553    |                                               |
| 1970 | 32.445    |                                               |
| 1979 | 34.012    |                                               |
| 1989 | 38.089    |                                               |
| 2002 | 33.756    |                                               |
| 2010 | 45.631    |                                               |

Anmerkung: Volkszählungsdaten

## Infrastruktur
Im Ersten Tschetschenienkrieg war die Stadt stark umkämpft und trug erhebliche Zerstörungen davon, die bis heute nicht vollständig beseitigt werden konnten, obgleich die Stadt zu Beginn des Zweiten Tschetschenienkriegs kampflos der russischen Seite übergeben wurde. Die Stadt liegt unweit der Grenze zur Teilrepublik Dagestan und hat Anschluss an die Fernstraße M29, die bis nach Machatschkala führt, sowie einen Bahnhof.

## Ausbildungseinrichtungen
In der Stadt befindet sich ein militärisches Ausbildungszentrum, in dem laut „Politico“ russische Spezialeinheiten ausgebildet werden. Laut der Zeitung „Kyiv Independent“ besuchte der russische Präsident Wladimir Putin im August 2024 die Einrichtung. Laut Kreml „inspizierte der russische Präsident den Trainingskomplex, beobachtete Kurse, sprach mit Kommandeuren der Spezialkräfte, Ausbildern und Freiwilligen, die dort trainierten“. Kadyrow präsentierte die Universität als multifunktionalen Komplex, der moderne Methoden und Techniken von Spezialeinheiten vereine. Im Oktober 2024 wurde das Hauptgebäude des Ausbildungszentrums durch den ersten ukrainischen Drohnenangriff auf Tschetschenien im Rahmen des Russisch-Ukrainischen Krieges erheblich beschädigt.

## Söhne und Töchter der Stadt
- Ruslan Jamadajew (1961–2008), Politiker
- Sulim Jamadajew (1973–2009), Militär im ersten und zweiten Tschetschenienkrieg
- Letschi Kurbanow (* 1978), Kampfsportler
- Salman Radujew (1967–2002), Separatistenführer